# Sebastes eos
Sebastes eos is een straalvinnige vissensoort uit de familie van schorpioenvissen (Sebastidae). De wetenschappelijke naam van de soort is voor het eerst geldig gepubliceerd in 1890 door Eigenmann & Eigenmann.